# Distretto di Ondokuzmayıs

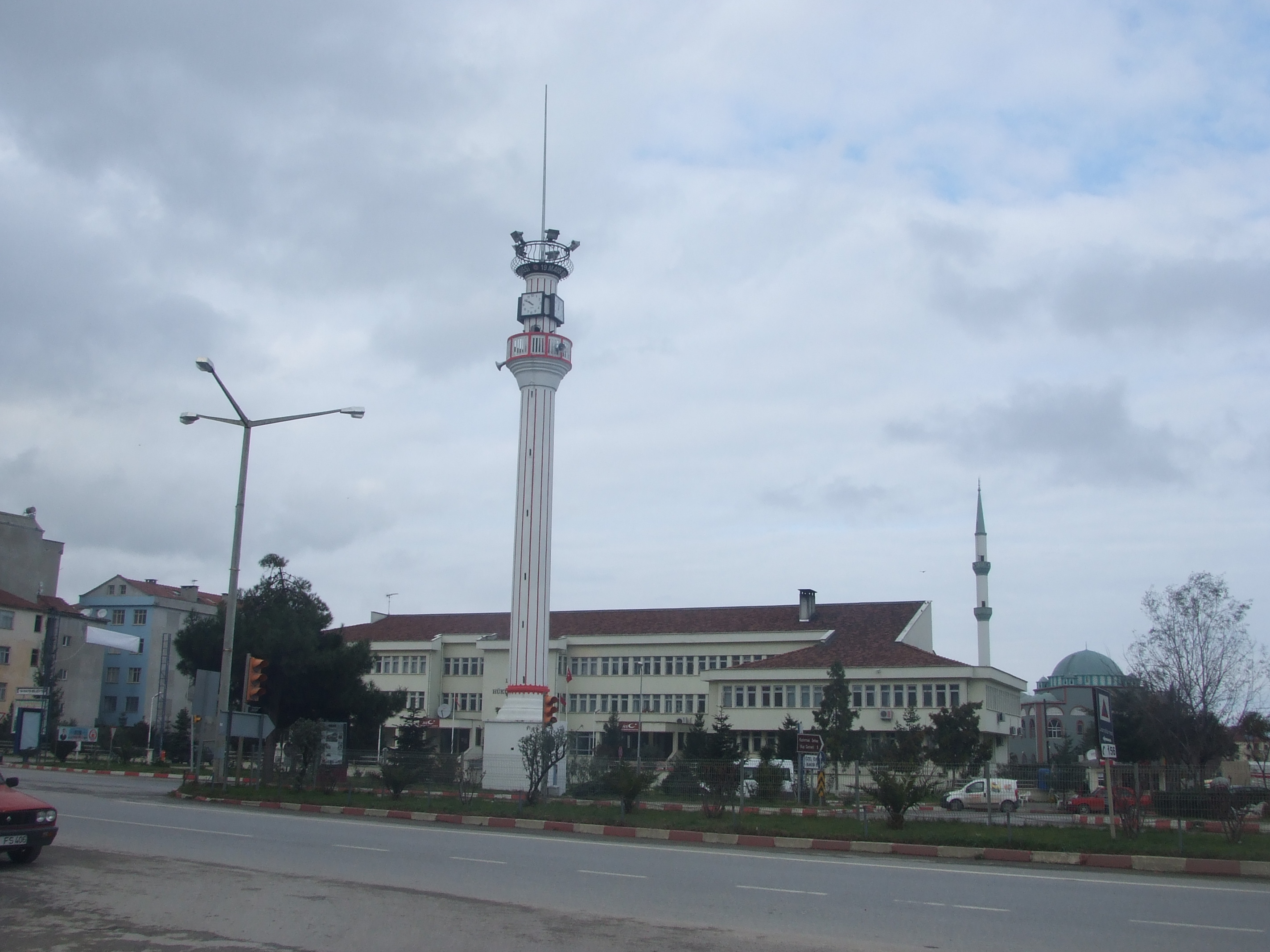
19 Mayıs Clock Tower

Il distretto di Ondokuzmayıs (in turco Ondokuzmayıs ilçesi) è uno dei distretti della provincia di Samsun, in Turchia.

## Storia
Il 19 marzo 1919 ha inizio la guerra d'indipendenza turca.